# Jacob Le Maire

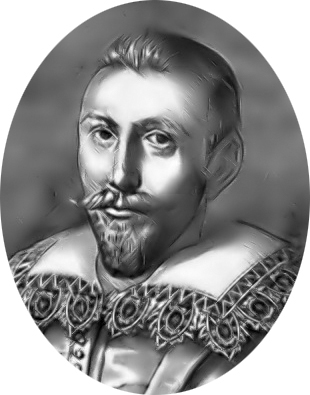

Jacob Le Maire (Antwerpen, Belgium vagy Amszterdam, Hollandia, 1585. – Maluku-szigetek, 1616. december 22.) holland tengerész, kereskedő.

## Élete
Valószínűleg 1585-ben született, Antwerpen vagy Amszterdam városában, Hollandiában. Édesapja kereskedő volt.
1615-ben Hoorn város polgárai kérték meg őt és Willem Schoutent, hogy hajózzanak el a Fűszer-szigetekre. (Társa ekkor már tapasztalt hajós volt, már háromszor járt Indiában.) Amerika megkerülése közben fedezték fel a Le Maire-szorost, majd a Horn-fokot. Ezután Szamoa érintésével eljutottak Új-Guineáig, ahol felfedezték a Schouten-szigeteket. A Maluku-szigeteken (Fűszer-szigetek) elfogták őket, de társa, Schouten meg tudott menekülni. A hajó Le Maire nélkül tért haza.

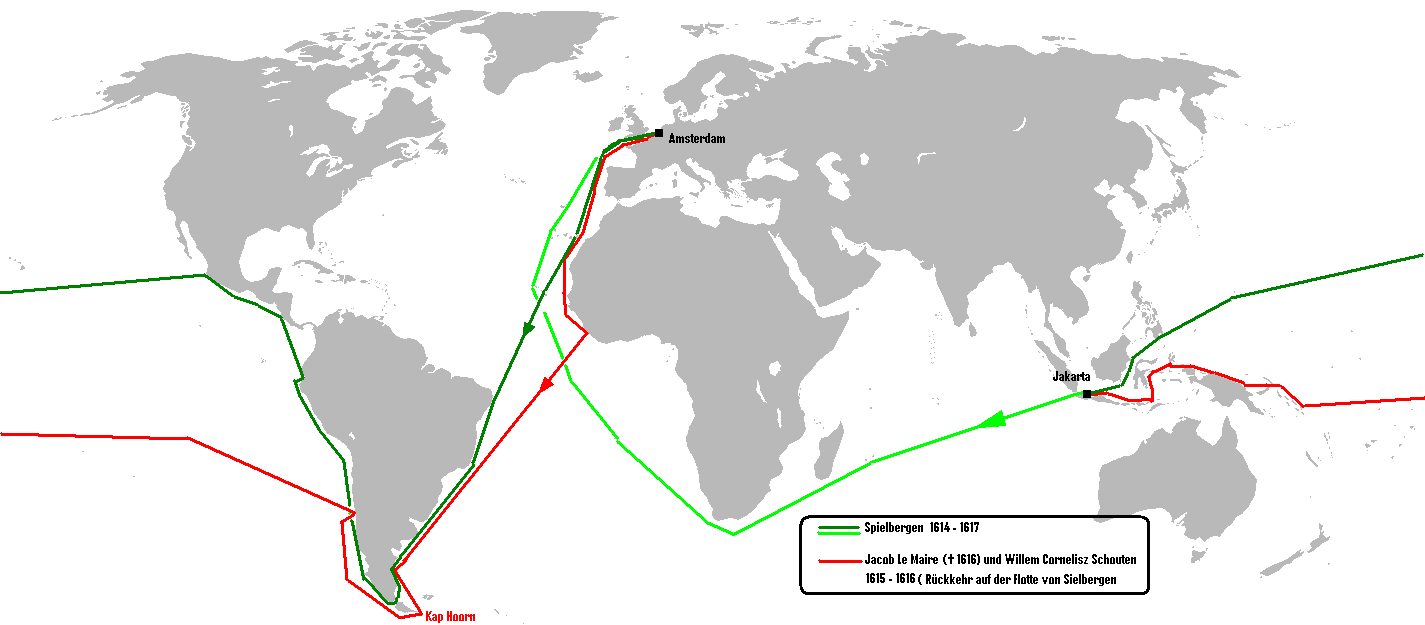
Joris van Spilbergen valamint Willem Schouten és Jacob Le Maire útvonalai